# آرت کون
آرت کون (انگلیسی: Art Cohn؛ ۵ آوریل ۱۹۰۹ – ۲۲ مارس ۱۹۵۸) یک روزنامه‌نگار ورزشی، فیلم‌نامه‌نویس و پدیدآور اهل ایالات متحده آمریکا بود.
او و تهیه‌کنندهٔ هالیوود مایک تاد در سال ۱۹۵۸ در اثر سقوط هواپیما کشته شدند.
از فیلم‌ها یا مجموعه‌های تلویزیونی که وی در آن‌ها نقش داشته‌است می‌توان به استرومبولی، فردا هم روز خداست، دختری که همه‌چیز داشته‌است، غیرت روستایی و صحنه‌سازی اشاره نمود.